# (48424) Souchay
(48424) Souchay est un astéroïde de la ceinture principale.

## Description
(48424) Souchay est un astéroïde de la ceinture principale. Il fut découvert le 5 décembre 1988 à Kiso par Tsuko Nakamura. Il présente une orbite caractérisée par un demi-grand axe de 2,88 UA, une excentricité de 0,06 et une inclinaison de 1,6° par rapport à l'écliptique.

## Compléments